# Donalda Charron

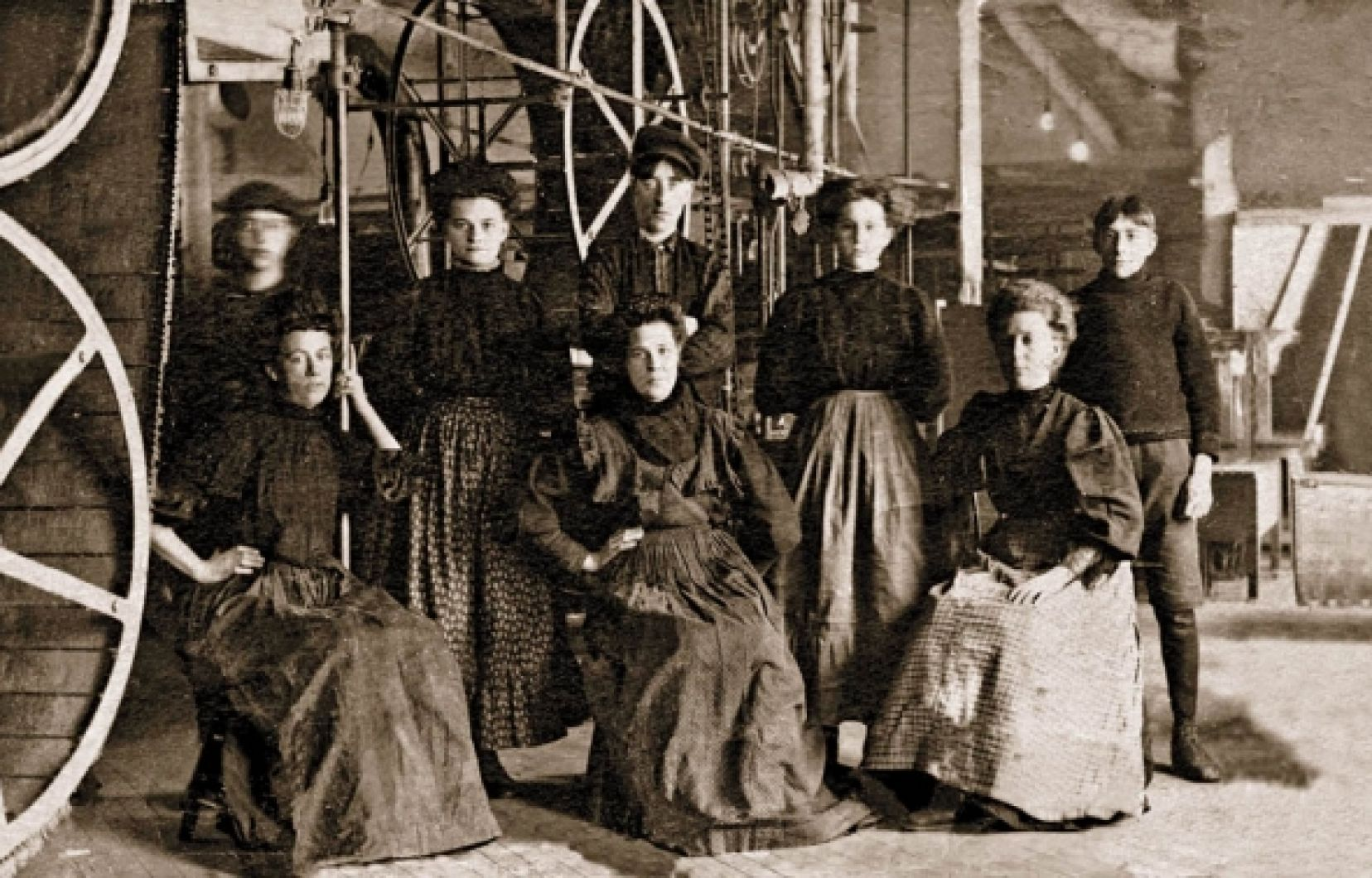
Des allumettières à l'intérieur de l'usine E. B. Eddy, à Hull, vers 1880

Donalda Charron, née le 29 août 1886 à Pointe-à-Gatineau et morte le 8 juillet 1967 à Hull, est la première femme présidente d'un syndicat au Québec, soit le Syndicat catholique des allumettières de Hull. Donalda Charron a lutté durant sa carrière pour les droits des employées de la compagnie E. B. Eddy, situé à Hull.

## Biographie
Donalda naît le 29 août 1886 dans la paroisse Saint-François-de-Sales nouvellement construite à Pointe-Gatineau, au Québec. Son père, Jérémie Charron, était un conducteur de chariot et sa mère Amélia Charron meurt à 31 ans, alors que Donalda n’a que neuf ans.
Pendant plusieurs années, elle occupe le poste de contremaîtresse au sein de la compagnie E. B. Eddy qui embauche de nombreuses jeunes filles en tant que « faiseuses d’allumettes ». Le rôle de contremaîtresse consiste à superviser les allumettières et les protéger des avances de la part d'employés de sexe opposé de la fabrique.
Elle meurt à Gatineau en 1967 à l'age de 80 ans.

## Syndicalisme
Autour de 1919, Donalda Charron devient la porte-parole du Syndicat catholique des allumettières de Hull, une unité professionnelle de l'Association syndicale féminine catholique de Gatineau qui réunit des femmes du domaine de la fabrication d'allumettes.
Entre 1919 et 1924, Donalda Charron défend les droits des allumettières lors de deux conflits de travail. Celui de 1924 lui coûte son emploi chez compagnie E.B. Eddy.

## Postérité
En 2019, les habitants de Gatineau votent pour nommer la future bibliothèque de la ville à la mémoire de Donalda Charron. De plus, une rue porte son nom dans le quartier Zibi.
Le 28 novembre 2024 elle a été désignée comme personnage historique par le ministre de la Culture et des Communications.